# Nanzendzsi

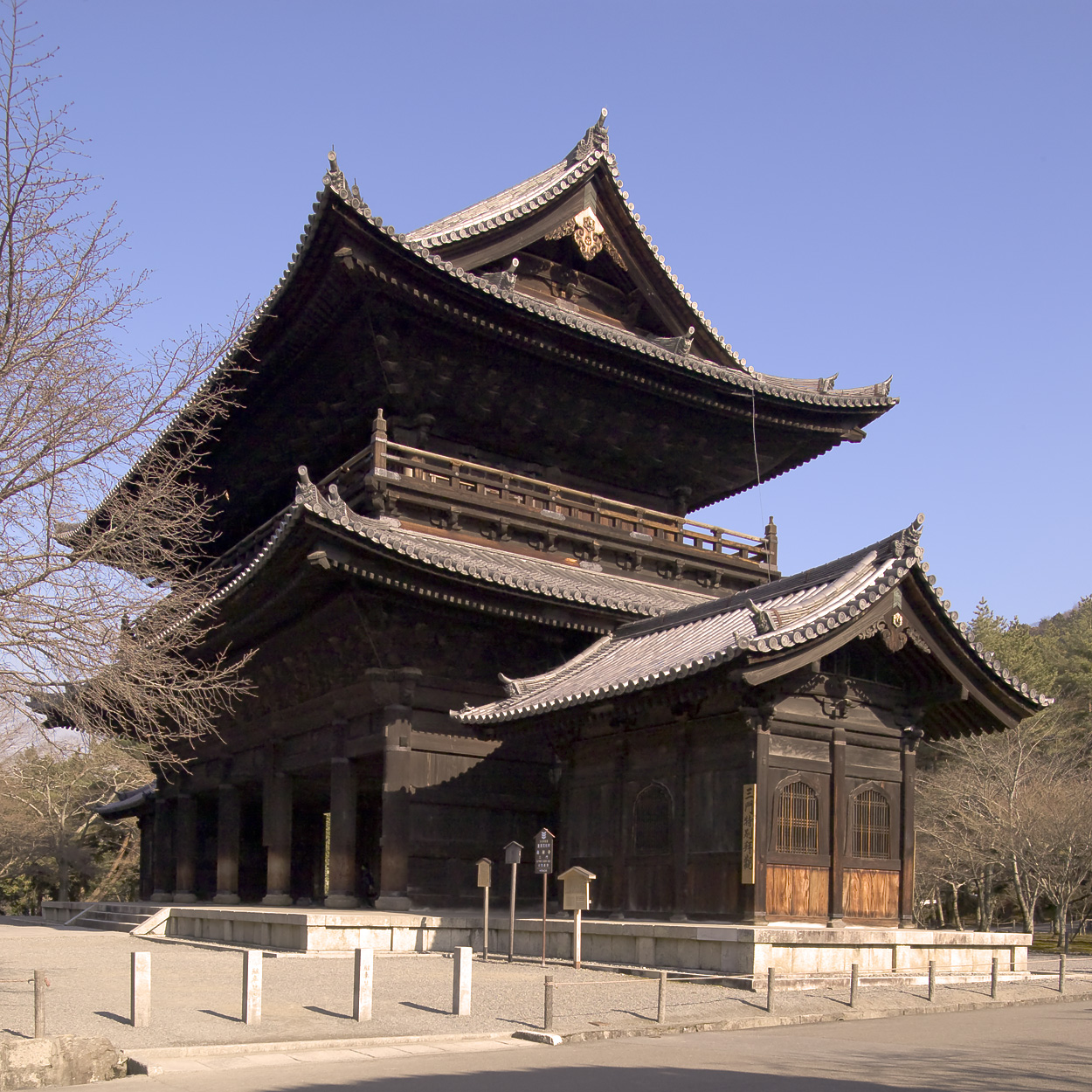
A Sárkánykapu épülete

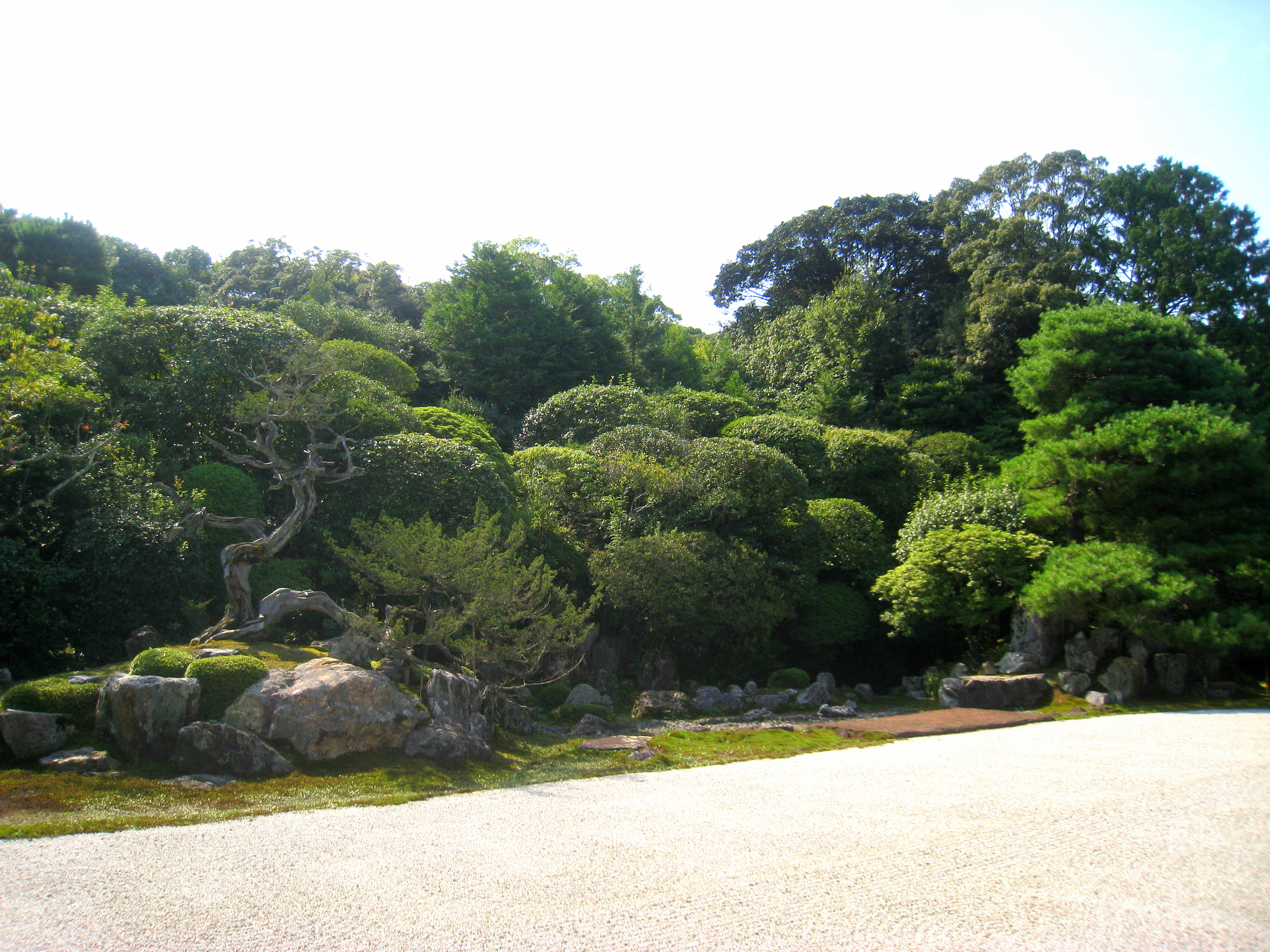
A Koncsiin kertrészlete

A Nanzendzsi (南禅寺; Hepburn: Nanzenji) a japán rinzai zen szekta nanzendzsi ágának főtemploma Kiotóban. A 13. században épült, a 15. században kétszer is leégett, a 16. században újra felépítették. A Kanó-iskola szinte minden tagjának falfestményei megtalálhatók benne, részben híres ’sárkánykapujának’ (tenka rjúmon) mennyezetén, részben a két apátlakban. Egyik melléktemplomának, a Koncsiinnek híres „teknõc és daru” kertjét a nagy kertépítész, Kobori Ensú tervezte 1632-ben.